# Otto Dörner

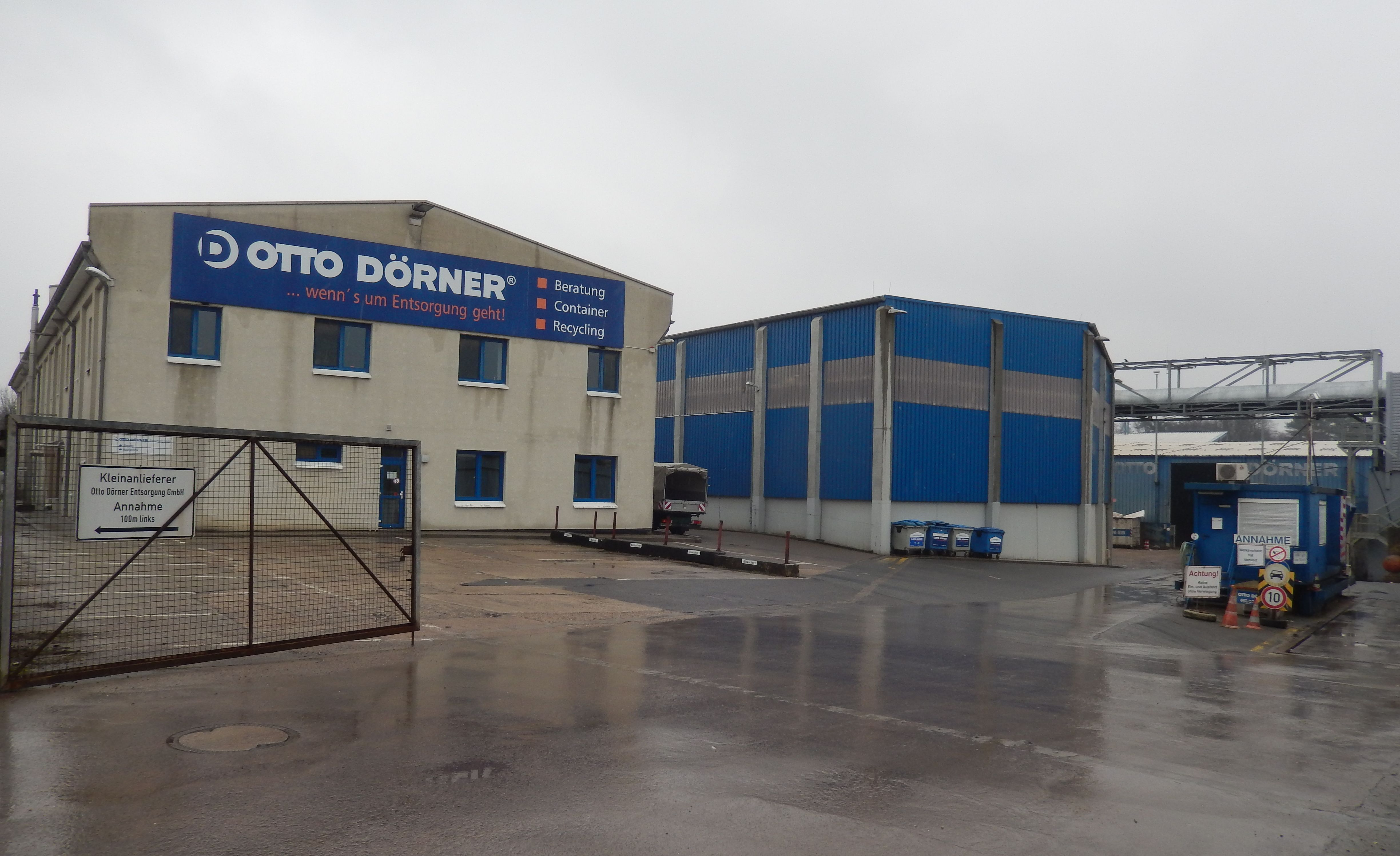
Otto Dörner Firmengelände in Hamburg-Stellingen, Einfahrt Lederstraße (2016)

Die Otto Dörner Gruppe ist ein privates Familienunternehmen der Abfallwirtschaft in Deutschland mit Sitz im Stadtteil Hamburg-Stellingen im Bezirk Eimsbüttel. Der Verwaltungssitz befindet sich in der Lederstraße.

## Geschichte
Gegründet wurde die Firma 1925 von Otto Dörner als ein kleines Fuhrunternehmen in Wedel; er kaufte passendes Land und eröffnete eine Kiesgrube. In den 60er Jahren übernahm sein Sohn Horst Dörner das Unternehmen und verlegte 1971 – laut Eigenangaben – den Firmensitz nach Hamburg-Stellingen.
Bereits 2011 besitzt die Firmengruppe rund 950 Hektar Kiesgrubenfläche, darunter seit 1979 ein Kieswerk in Hittfeld. Zum Elbtunnelbau lieferte Dörner neben Kies und Sand auch den selbst produzierten Beton.
Anfang des Jahres 2009 wurde ein Beirat – vergleichbar dem Aufsichtsrat einer Aktiengesellschaft – für die Unternehmensgruppe Otto Dörner gegründet unter dem Vorsitz von Alexander Stuhlmann.
Heute wird das Unternehmen kontrolliert von der Otto Dörner Verwaltungsgesellschaft mbH, deren Gesellschafter mit jeweils 50 Prozent Horst (* 1930) und sein Sohn Marc Oliver Dörner sind.
1989 klagte das Unternehmen Dörner gemeinsam mit dem damaligen Entsorger SKP (heute im Entsorgungsdienstleister Veolia integriert) erfolgreich gegen die Hamburger Umweltbehörde; gerichtlich zugestanden wurde ab 1999 privaten Betreibern die Entsorgung hausmüllähnlicher Gewerbeabfälle in Hamburg.
2008 eröffnete Dörner in Hamburg-Stellingen für etwa 8 Mio. Euro auf 10.000 Quadratmetern eine Recyclinganlage, die für ein Recyclingvolumen von 150.000 Tonnen oder 450.000 Kubikmeter pro Jahr ausgelegt ist.
Das Unternehmen ist mit seinen etwa 1250 Mitarbeitern und 40 Auszubildenden in den Bereichen Entsorgung, Wertstoffhandel, Kies und Sand sowie Deponien und Bodensanierung tätig, mit 37 Standorten in Norddeutschland.
Der Umsatz im Jahr 2023 betrug 275 Mio. Euro. Noch bis Herbst 2018 exportierte Dörner über das Tochterunternehmen Otto Dörner Recycling GmbH Altpapier und Altkunststoffe nach China.

## Tochtergesellschaften und Beteiligungen
Zu der Otto Dörner Gruppe gehören u. a.:
- Otto Dörner Entsorgung GmbH
- Otto Dörner Recycling GmbH
- Otto Dörner Kies und Deponien GmbH & Co. KG
- Otto Dörner Kies und Umwelt Mecklenburg GmbH & Co. KG
- Steinburger Mühle Entsorgung GmbH